# Straßenbahn Ennepe
| \| \| 0,0 \| Voerde \| Voerde \| \| \| \| \| \| \| \| 2,4 \| Altenvoerde \| Altenvoerde \| \| \| \| Ennepe \| \| \| \| \| Straßenbahn Wuppertal Linie 8 \| \| \| \| 3,8 \| Milspe \| Milspe \| \| \| \| \| \| \| \| \| Ennepe \| \| \| \| \| Kruiner Tunnel (89 m) unter Bahnstrecke Wuppertal–Hagen \| \| \| \| \| \| \| \| \| 6,3 0,0 \| Gevelsberg, Nirgena Straßenbahn Hagen Linie 2 \| Gevelsberg, Nirgena Straßenbahn Hagen Linie 2 \| \| \| \| \| \| \| \| \| Linie 2 nach Hagen \| \| \| \| \| Ennepe \| \| \| \| 0,9 \| Gevelsberg, Bahnhof (1913–1914) \| Gevelsberg, Bahnhof (1913–1914) \| \| \| \| \| \| \| \| \| \| \| \| \| \| Rheinische Strecke \| \| \| \| \| \| \| \| \| \| Elbschetalbahn \| \| \| \| \| \| \| \| \| \| \| \| \| \| 9,3 \| Gevelsberg, Uellendahl \| Gevelsberg, Uellendahl \| \| \| \| Autobahn \| \| \| \| \| \| \| \| \| \| Straßenbahn Wuppertal Linie 2 \| \| \| \| 11,9 \| Haßlinghausen (19. Mai 1909–) \| Haßlinghausen (19. Mai 1909–) \| \| \| \| \| \| \| \| \| Anmerkung: Haltestellen sind nur schematisch angegeben. \| \| |         |                                                         |                                                         |
| U-Bahn-Kopfbahnhof Streckenanfang (Strecke außer Betrieb) | 0,0     | Voerde                                                  | Voerde                                                  |
| U-Bahn-Haltepunkt / Haltestelle (Strecke außer Betrieb) |         |                                                         |                                                         |
| U-Bahn-Bahnhof (Strecke außer Betrieb) | 2,4     | Altenvoerde                                             | Altenvoerde                                             |
| U-Bahn-Brücke über Wasserlauf (Strecke außer Betrieb) |         | Ennepe                                                  | Ennepe                                                  |
| U-Bahn-Haltepunkt / Haltestelle (Strecke außer Betrieb) · U-Bahn-Strecke von halblinks (außer Betrieb) |         | Straßenbahn Wuppertal Linie 8                           | Straßenbahn Wuppertal Linie 8                           |
| | 3,8     | Milspe                                                  | Milspe                                                  |
| U-Bahn-Haltepunkt / Haltestelle (Strecke außer Betrieb) |         |                                                         |                                                         |
| U-Bahn-Brücke über Wasserlauf (Strecke außer Betrieb) |         | Ennepe                                                  | Ennepe                                                  |
| U-Bahn-Kreuzung mit Eisenbahn geradeaus unten (Strecke geradeaus außer Betrieb) |         | Kruiner Tunnel (89 m) unter Bahnstrecke Wuppertal–Hagen | Kruiner Tunnel (89 m) unter Bahnstrecke Wuppertal–Hagen |
| U-Bahn-Haltepunkt / Haltestelle (Strecke außer Betrieb) |         |                                                         |                                                         |
| | 6,3 0,0 | Gevelsberg, Nirgena Straßenbahn Hagen Linie 2           | Gevelsberg, Nirgena Straßenbahn Hagen Linie 2           |
| U-Bahn-Abzweig geradeaus und von links (Strecke außer Betrieb) · U-Bahn-Abzweig geradeaus und nach rechts (Strecke außer Betrieb) |         |                                                         |                                                         |
| U-Bahn-Abzweig geradeaus und nach rechts (Strecke außer Betrieb) · U-Bahn-Strecke (außer Betrieb) |         | Linie 2 nach Hagen                                      | Linie 2 nach Hagen                                      |
| U-Bahn-Brücke über Wasserlauf (Strecke außer Betrieb) · U-Bahn-Brücke über Wasserlauf (Strecke außer Betrieb) |         | Ennepe                                                  | Ennepe                                                  |
| U-Bahn-Kopfbahnhof Streckenende (Strecke außer Betrieb) · U-Bahn-Strecke (außer Betrieb) | 0,9     | Gevelsberg, Bahnhof (1913–1914)                         | Gevelsberg, Bahnhof (1913–1914)                         |
| U-Bahn-Haltepunkt / Haltestelle (Strecke außer Betrieb) |         |                                                         |                                                         |
| U-Bahn-Haltepunkt / Haltestelle (Strecke außer Betrieb) |         |                                                         |                                                         |
| U-Bahn-Kreuzung mit Eisenbahn geradeaus unten (Strecke geradeaus außer Betrieb) |         | Rheinische Strecke                                      | Rheinische Strecke                                      |
| U-Bahn-Haltepunkt / Haltestelle (Strecke außer Betrieb) |         |                                                         |                                                         |
| U-Bahn-Kreuzung mit Eisenbahn geradeaus unten (Strecken außer Betrieb) |         | Elbschetalbahn                                          | Elbschetalbahn                                          |
| U-Bahn-Haltepunkt / Haltestelle (Strecke außer Betrieb) |         |                                                         |                                                         |
| U-Bahn-Haltepunkt / Haltestelle (Strecke außer Betrieb) |         |                                                         |                                                         |
| U-Bahn-Bahnhof (Strecke außer Betrieb) | 9,3     | Gevelsberg, Uellendahl                                  | Gevelsberg, Uellendahl                                  |
| |         | Autobahn                                                |                                                         |
| U-Bahn-Haltepunkt / Haltestelle (Strecke außer Betrieb) |         |                                                         |                                                         |
| U-Bahn-Haltepunkt / Haltestelle (Strecke außer Betrieb) · U-Bahn-Strecke von halblinks (außer Betrieb) |         | Straßenbahn Wuppertal Linie 2                           | Straßenbahn Wuppertal Linie 2                           |
| | 11,9    | Haßlinghausen (19. Mai 1909–)                           | Haßlinghausen (19. Mai 1909–)                           |
| |         |                                                         |                                                         |
| |         | Anmerkung: Haltestellen sind nur schematisch angegeben. |                                                         |

Die Straßenbahn Ennepe ist eine von 1907 bis 1956 im heutigen Ennepe-Ruhr-Kreis in Nordrhein-Westfalen durch die Straßenbahngesellschaft Ennepe betriebene meterspurige Straßenbahnlinie zwischen Voerde, Gevelsberg und Haßlinghausen.

## Geschichte

### Vorgeschichte
Im ehemaligen Kreis Schwelm fehlte eine Querverbindung zwischen den Gemeinden Voerde (7800 Einwohner), Milspe (Mühlinghausen) (6370 Einwohner), Gevelsberg (18.900 Einwohner) und Haßlinghausen (4280 Einwohner), obwohl sie alle schon einen Anschluss an das Netz der Staatsbahn oder an eine Straßenbahngesellschaft hatten. Gevelsberg übernahm die Initiative, einen gemeinsamen Straßenbahnbetrieb zu schaffen. Am 13. Juli 1906 wurde die Straßenbahn Gevelsberg-Mühlinghausen-Milspe-Voerde gegründet, an der sich Gevelsberg mit 46,6 %, Voerde mit 30,8 % und Milspe mit 22,6 % des Kapitals beteiligten.

### Strecke
Der Großteil der Strecke konnte mit 9,3 Kilometern Länge am 24. Februar 1907 eröffnet werden; er begann in Voerde, wo bereits seit 1. Mai 1903 die Kleinbahn nach Haspe startete, die ab dem 1. Oktober 1907 in Gegenrichtung nach Breckerfeld verlängert, aber erst 1927 elektrifiziert wurde. Von Voerde erreichte sie über Altenvoerde (2,4 km) nach 3,8 Kilometern Milspe, wo seit dem 18. Januar 1907 die Straßenbahn Barmen–Schwelm–Milspe (Linie 8) endete. Nach 6,3 Kilometern wurde Gevelsberg Nirgena erreicht; hier befand sich seit dem 12. April 1900 der Endpunkt der Hagener Straßenbahnlinie 2. In Uellendahl (9,3 km) wurde die Stadtgrenze von Gevelsberg überquert. Die letzten 2,6 Kilometer bis zur Kirche in Haßlinghausen wurden am 19. Mai 1909 in Betrieb genommen. Haßlinghausen gehört seit 1970 zur Stadt Sprockhövel und war von 1908 bis 1958 mit Barmen durch die Straßenbahn der Stadt Barmen (Linie 2) verbunden; eine Eisenbahnstrecke gab es seit 1889.
Die insgesamt 11,9 Kilometer lange eingleisige Strecke mit mehreren Ausweichen war in Meterspur angelegt und wurde in der Regel im 20-Minuten-Takt, teilweise auch alle 10 Minuten befahren. Eine Pendellinie, die am 20. Dezember 1913 von Gevelsberg Nirgena – überwiegend auf Gleisen der Hagener Straßenbahn – zum 900 Meter entfernten – ehemaligen – Bahnhof der Bergisch-Märkischen Eisenbahn eröffnet worden war, stellte ihren Betrieb mit Kriegsbeginn im August 1914 wieder ein.

#### Tabelle
| Eröffnungsdatum   | Stilllegungsdatum | Strecke                                                                                  | Länge   |
| ----------------- | ----------------- | ---------------------------------------------------------------------------------------- | ------- |
| 24. Februar 1907  | 31. März 1956     | Voerde – Altenvoerde – Milspe – Gevelsberg, Nirgena – Gevelsberg, Uellendahl             | 9,31 km |
| 19. Mai 1909      | 31. März 1956     | Gevelsberg, Uellendahl – Haßlinghausen                                                   | 2,58 km |
| 20. Dezember 1913 | 3. August 1914    | Gevelsberg, Nirgena – Gevelsberg, Bahnhof (teilweise über Strecke der Straßenbahn Hagen) | 0,9 km  |

### Neue Gesellschaft

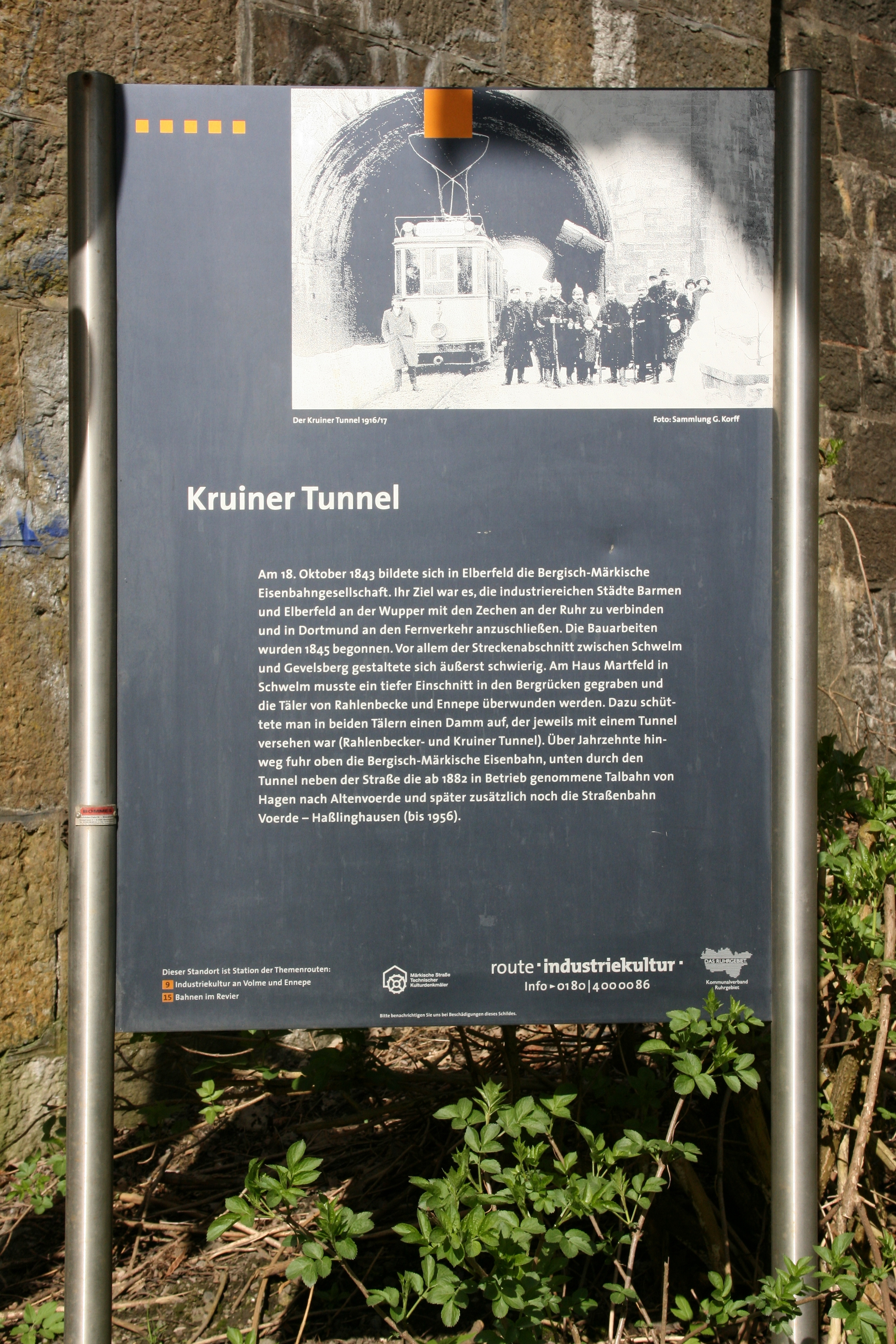
Historische Aufnahme der Straßenbahn am Kruiner Tunnel auf einer Infotafel der Route der Industriekultur

Nachdem der Kreis Schwelm am 23. Februar 1928 einen Kapitalanteil von 25 % an dem Unternehmen übernommen hatte, lautete der Firmenname Straßenbahngesellschaft Ennepe im Kreis Schwelm. Der Kreis Schwelm ging am 1. August 1929 im neuen Ennepe-Ruhr-Kreis auf.
Am 1. September 1933 übernahm die neu gegründete Straßenbahngesellschaft Ennepe GmbH mit Sitz in Milspe den Betrieb.
Für den Schienenverkehr waren anfangs 8 Triebwagen mit 4 Beiwagen vorhanden, später standen 11 Triebwagen mit 7 bis 11 Beiwagen zur Verfügung. Der seit 1925 der Straßenbahn angegliederte Omnibusverkehr erweiterte sich bis 1939 auf sechs Überlandlinien mit einer Gesamtlänge von 72 Kilometern, die 12 Omnibusse bedienten. Im Ersten Weltkrieg wurden auch Güter befördert, vor allem Kohlen.

### Ende des Schienenverkehrs
Den Zweiten Weltkrieg überstand die Straßenbahn Ennepe ohne nennenswerte Schäden. Trotzdem kam man in den 1950er Jahren zum Beschluss, die Bahn stillzulegen. Die Fahrt auf den engen Straßen bei steigendem Kraftfahrzeugverkehr wurde immer gefährlicher; eine besondere Engstelle bildete der Kruiner Tunnel. Auch war die Fahrzeit von über fünfzig Minuten im Verhältnis zur Streckenlänge zu lang.
Der letzte Betriebstag der Straßenbahn war der 31. März 1956.
Das Unternehmen setzt seine Tätigkeit mit Omnibussen unter dem Namen „Verkehrsgesellschaft Ennepe-Ruhr mbH (VER)“ fort.
Die noch vorhandenen 11 Triebwagen sowie vier Beiwagen kamen anschließend nach Wuppertal, wo sie zwischen 1966 und 1970 ausgemustert wurden. Zwei der Triebwagen sind noch vorhanden: einer – Triebwagen Nr. 15 (Wuppertaler Nr. 136) – als Denkmal auf dem Betriebshof der VER, der andere – Triebwagen Nr. 16 (141) – im Bergischen Straßenbahnmuseum.

## Fahrzeuge
Insgesamt verfügte die Straßenbahn Ennepe im Zeitraum ihres Bestehens über 22 zweiachsige Triebwagen und 11 Beiwagen. Von 1909 bis ca. 1914 wurde außerdem ein zweiachsiger Sprengtriebwagen eingesetzt.
| Wagennr.   | Baujahr | Hersteller     | Bemerkungen |
| ---------- | ------- | -------------- | --- |
| Triebwagen |         |                | |
| 1–8        | 1907    | Uerdingen, AEG | Wagen 4 in 1914 ausgemustert nach Unfall; Rest 1928 |
| 9          | 1909    | Uerdingen, AEG | ausgemustert 1928 |
| 10–11      | 1912    | Uerdingen, AEG | für Bahnhofslinie; neue elektrische Ausrüstung in 1928; ausgemustert 1940                                                                                            |
| 12–20      | 1927/28 | Uerdingen, SSW | abgegeben an Straßenbahn Wuppertal, dort Einsatz als Nr. 138, 140, 143, 136, 141, 137, 135, 139, 142; ausgemustert 1970; Wagen 15 (136) und 16 (141) museal erhalten |
| 21–22      | 1940    | DÜWAG, SSW     | abgegeben an Straßenbahn Wuppertal, dort Einsatz als Nr. 303, 302 |
| Beiwagen   |         |                | |
| 30–33      | 1907    | Uerdingen      | abgestellt 1949–1952 |
| 34–36      | 1913    |                | 1927 übernommen von Straßenbahn Liegnitz, ausgemustert 1956 |
| 37–40      | 1946/47 | Uerdingen      | Bauart KSW; abgegeben an Straßenbahn Wuppertal, dort Einsatz als Nr. 916–919; abgestellt 1966                                                                        |

## Statistik
| Jahr    | Anzahl Triebwagen | Anzahl Beiwagen | Streckenlänge | Betriebsleistung (Wagen-km) | Beförderte Personen |
| ------- | ----------------- | --------------- | ------------- | --------------------------- | ------------------- |
| 1907/08 | 8                 | 4               | 9,3 km        | 418 000                     | 1,158 Mio.          |
| 1913/14 | 11                | 7               | 12,8 km       | 460 000                     | 1,704 Mio.          |
| 1937    | 11                | 7               | 11,9 km       | 464 000                     | 1,947 Mio.          |
| 1947/48 | 11                | 11              | 11,9 km       | 668 000                     | 8,2 Mio.            |
| 1951    | 11                | 8               | 11,9 km       | 648 000                     | 4,315 Mio.          |
| 1955/56 | 11                | 7               | 11,9 km       | 640 000                     | 4,633 Mio.          |